# 直隷地震
座標: 北緯41度30分 東経119度18分 / 北緯41.5度 東経119.3度
直隷地震（ちょくれいじしん）は、1290年9月27日に、中国・直隷（現在の河北省一帯）の寧城付近で発生したマグニチュード（M）6.8の大地震。渤海地震とも。最大震度は、メルカリ震度階級IXと推定される。応県の奉国寺のほか、480棟の店舗、多数の家屋が倒壊するなどし、『元史』趙孟頫伝に拠れば約10万人が犠牲になったと記されている。